# Gjellerupia papuana
Gjellerupia papuana är en tvåhjärtbladig växtart som beskrevs av Lauterbach. Gjellerupia papuana ingår i släktet Gjellerupia och familjen Opiliaceae. Inga underarter finns listade i Catalogue of Life.